# Turnertempel
Koordinaten: 48° 11′ 32″ N, 16° 20′ 7″ O

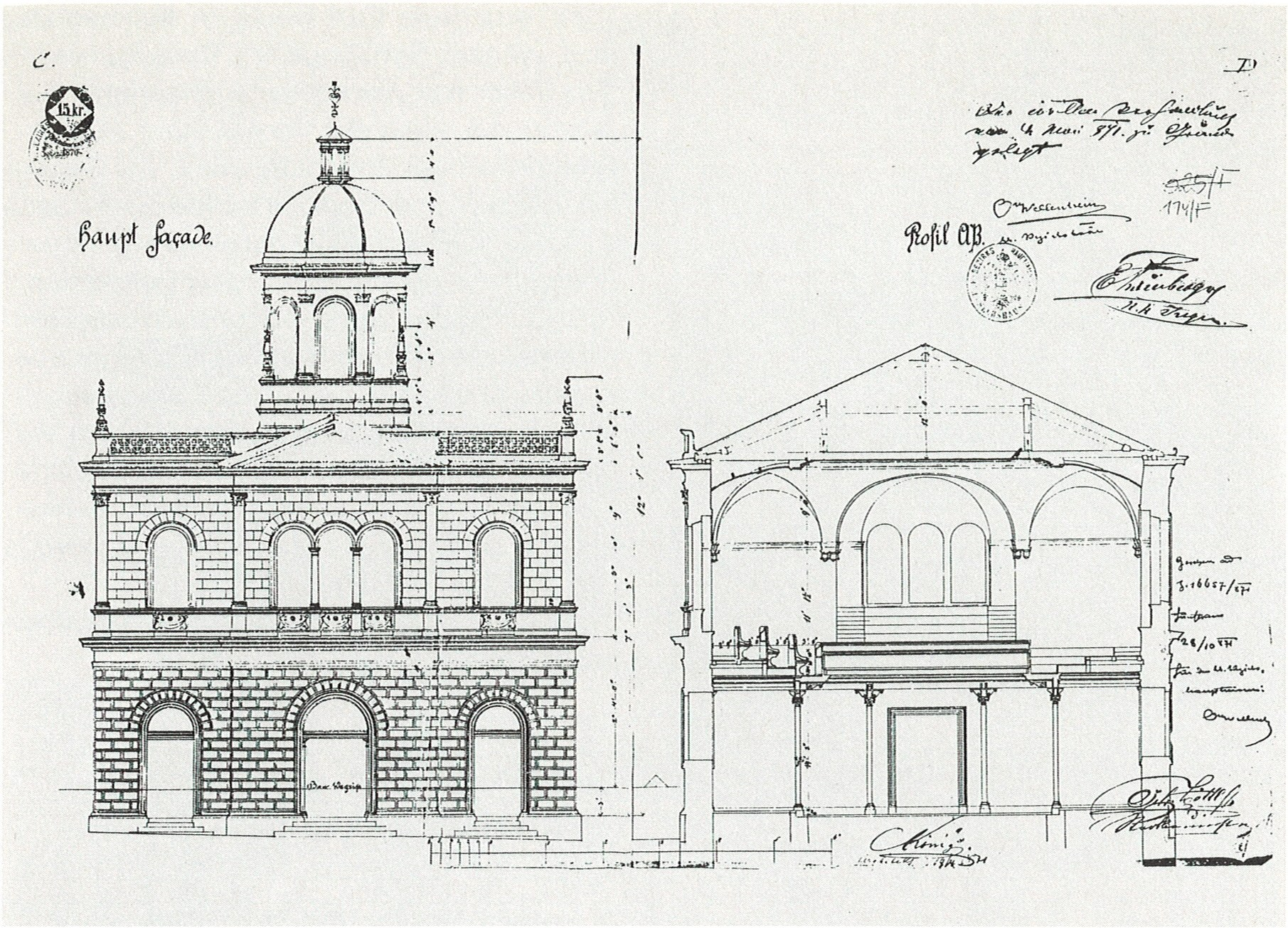
Die Synagoge in der Turnergasse, Bauplan von Karl König

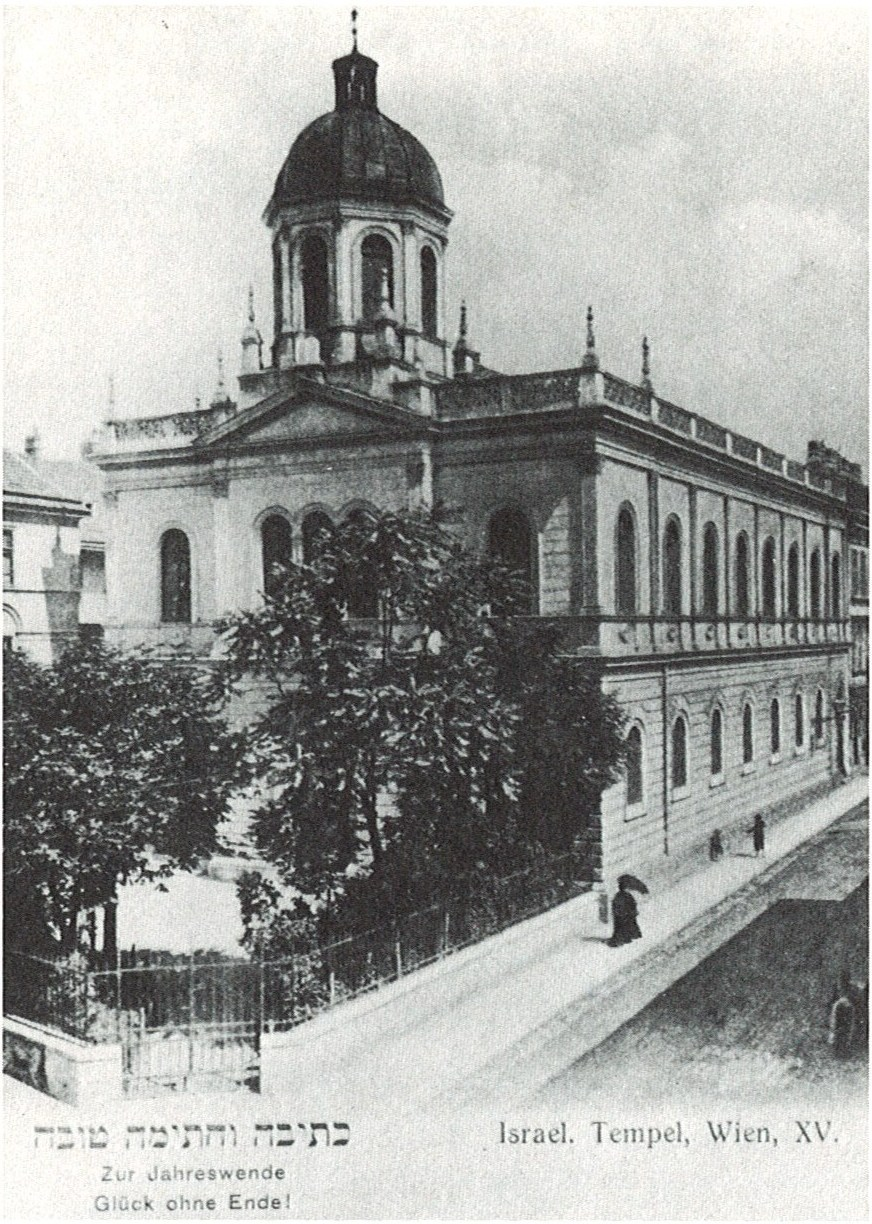
Die Synagoge an der Turnergasse um 1900, Blickrichtung Osten

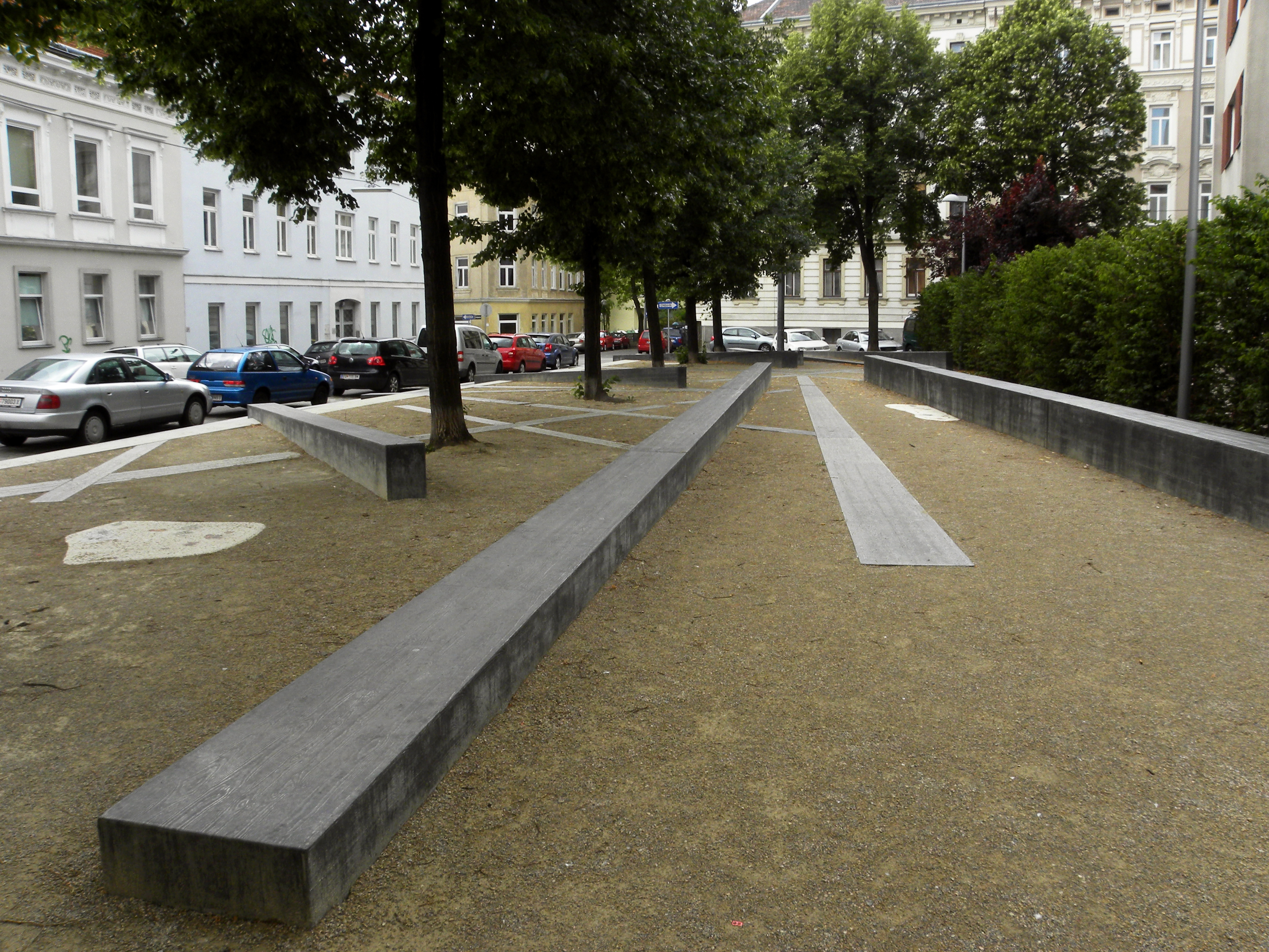
Der 2011 eröffnete Erinnerungsort Turnertempel

Der Turnertempel war eine Synagoge an der Turnergasse 22, seit 1892 im neu eingemeindeten 15. Wiener Gemeindebezirk Fünfhaus und seit 15. Oktober 1938 Teil des heutigen 15. Bezirks Rudolfsheim-Fünfhaus. Die frei stehende Synagoge wurde von der jüdischen Gemeinde des Bezirkes 1871 bis 1872 errichtet und von den Nationalsozialisten während der Novemberpogrome (von den Nationalsozialisten als Reichskristallnacht bezeichnet) zerstört.

## Baugeschichte
Das Bauwerk war von Karl König im Stil der italienischen Renaissance mit 496 Sitzen für Männer und 333 Sitzplätzen für Frauen entworfen worden. Im Jahre 1923 erfolgte eine totale Außen- und Innenrenovierung mit einem Kostenaufwand von 170 Millionen Kronen, der zur Gänze durch Spenden der Gemeindemitglieder aufgebracht wurde. Außerdem wurde der zu klein gewordene Betsaal durch einen größeren Anbau ersetzt.
Die Erbin der Klimt-Bilder, Maria Altmann, heiratete in dieser Synagoge.

## Zerstörung
Während der Novemberpogrome vom 9. auf den 10. November 1938 wurde auch diese Synagoge im Morgengrauen des 10. Novembers durch Brandlegung zerstört (das dahinter stehende Gemeindehaus blieb unbeschädigt). Nur eine der 93 Synagogen Wiens überstand diese Tage, wenn auch mit schweren Beschädigungen: der 1963 wieder eröffnete Stadttempel im 1. Bezirk. Am 1. Dezember 1939 erging an die Israelitische Kultusgemeinde per Bescheid die Genehmigung, die Ruine des Turnertempels abzutragen; als Frist wurde 1941 gesetzt und auch eingehalten.

## Spätere Nutzungen
Im Mai 1940 „arisierte“ Leopold Hölzl, Transportunternehmer aus dem 15. Bezirk, die Liegenschaft zu einem Kaufpreis von 38.500 Reichsmark. Das Rückstellungsverfahren endete 1947 mit einem Vergleich; das Grundstück verblieb in Besitz der Familie Hölzl, die darauf eine Garage mit Tankstelle betrieb und es 1973 an die Stadt Wien verkaufte. Diese errichtete in den Jahren 1976 bis 1979 auf der Baufläche des früheren Gemeindehauses eine Wohnhausanlage; die Fläche, auf der die Synagoge selbst stand, blieb unbebaut: „ein eingezäuntes Stück Wiese“. 1988 wurde an dem Gemeindebau an für Passanten kaum sichtbarer Stelle eine „Gedenktafel unter Ausschluss der Öffentlichkeit“ angebracht.
Im Rahmen des Projekts Herklotzgasse 21 wurde gemeinsam mit der Stadt Wien und dem Kuratorium für Kunst im öffentlichen Raum (KÖR) ein Wettbewerb zur Gestaltung eines Denkmals durchgeführt. Gewinnerinnen des Wettbewerbs, der kein Holocaust-Denkmal im herkömmlichen Sinn zum Ziel hatte, sondern Erinnerung an die Geschichte des Ortes und Begegnung der heutigen Bevölkerung vereinbaren sollte, waren das Team Iris Andraschek & Hubert Lobnig / Auböck + Kárász. Ihr Entwurf wurde umgesetzt. Am 10. November 2011 konnte der Erinnerungsort Turnergasse schließlich seiner Bestimmung übergeben werden.
Am 7. November 2018 wurde der Platz, auf dem der Tempel stand, nach Moshe Jahoda benannt, der maßgeblich an der Umsetzung des Gedenkortes beteiligt war.